# Pontalina
Pontalina is een gemeente in de Braziliaanse deelstaat Goiás. De gemeente telt 16.687 inwoners (schatting 2009).

## Aangrenzende gemeenten
De gemeente grenst aan Aloândia, Cezarina, Cromínia, Edealina, Edéia, Joviânia, Mairipotaba, Morrinhos, Piracanjuba en Vicentinópolis.

## Geboren in Pontalina
- Paulo Nunes (1971), voetballer